# 김군 (프로게이머)
김군(본명: 김한샘, 1995년 12월 31일 ~ )은 대한민국의 리그 오브 레전드 프로게이머로 포지션은 탑 라이너이다. 아이디는 GimGoon을 사용하고 있다.

## 선수 생활
2013년 VTG에 입단하면서 프로 커리어를 시작했다.
2013년 10월 13일, 제닉스 스톰에 입단했다.
2014년에는 삼성 갤럭시 블루에 입단했다. 
2014년 6월, KT 롤스터 불리츠에 입단했다.
2014년 8월에는 에너지 페이스메이커에 입단했다. 에너지 페이스메이커에서는 주전으로 출전하면서 팀의 LPL 승격에 기여했다.
2016 서머 시즌을 앞두고 게임 탈렌트에 입단했다. 
2018시즌을 앞두고 펀플러스 피닉스에 입단했다. 펀플러스에서는 팀의 주전 탑 라이너로 활동했다. 2019 서머 시즌 팀이 LPL 우승을 차지하는데 기여했다. 시즌 종료 후 세컨드팀에 선정되었다. 롤드컵에서도 팀의 상승세에 기여했다. 특히 4강전에서 만난 인빅투스 게이밍과의 경기에서 더샤이를 상대로 좋은 활약을 펼치며 팀의 결승 진출에 기여했다. 결승에서도 G2를 상대로 팀이 승리하면서 롤드컵 우승에 성공했다.
2020시즌을 앞두고 칸이 영입되면서 주전 경쟁을 하게 되었다. 스프링 시즌에서는 주전으로 출전하였다. 스프링 시즌 종료 후 미드 시즌 컵에 참가했다. 하지만 미드 시즌 컵에서는 칸이 주전으로 출전했다. 서머 시즌에서는 초반 칸이 주전으로 출전했으나 이후 출전시간을 늘려나갔다. 2020 시즌 종료 후 팀을 퇴단했다.

## 소속팀
| # | 팀명                   | 소속 기간             | 소속 리그 | 비고 |
| - | ---------------------- | --------------------- | --------- | ---- |
| 1 | VTG                    | 2013                  | LCK       |      |
| 2 | 제닉스 스톰            | 2013.10.13~2014.02.03 | LCK       |      |
| 3 | 삼성 갤럭시 블루       | 2014.03~2014.06       | LCK       |      |
| 4 | KT 롤스터 불리츠       | 2014.06~ 2014.07.22   | LCK       |      |
| 5 | 에너지 페이스메이커 올 | 2014.08~2016.05.18    | LSPL LPL  |      |
| 6 | 게임 탈렌트            | 2016.05.18~2017.12.21 | LPL       |      |
| 7 | 펀플러스 피닉스        | 2017.12.21~2020.11.17 | LPL       |      |

## 수상 내역
- IEF 2013 우승
- 리그 오브 레전드 세컨더리 프로리그 서머 2015 우승
- 내셔널 e스포츠 오픈 2015 3위
- 월드 사이버 아레나 2015 준우승
- 리그 오브 레전드 프로리그 서머 2019 우승
- 리그 오브 레전드 월드 챔피언십 2019 우승
- 2020 미드 시즌 컵 준우승